# Utum
Koordinaten: 36° 12′ 3″ N, 44° 56′ 18″ O
Utûm (mātUtêm) war ein bronzezeitliches Königreich im Zagros-Gebirge.
Es lag in der Ebene von Ranya im südlichen Kurdistan (Dašt-i-Bitwain) und kontrollierte unter anderem die Pässe durch das Gebirge von Darband-i-Ramkan. Die Hauptstadt war Šušarra/Tell Schemschara im Tal von Dukan am rechten Ufer des kleinen Zab. Utûm ist durch Texte aus den Archiven von Mari und Tell Schemschāra (SH. 812=IM. 62091; SH. 827=IM. 62100) bekannt.

## Forschungsgeschichte
Tell Schemschāra wurde 1957 durch den dänischen Archäologen Harald Ingholt ausgegraben. Es liegt heute unter dem Dukan-Stausee. Peder Mortensen publizierte einen Teil der Funde. Die assyrischen Archive bilden eine reiche Quelle für die Geschichte der Gegend.

## Geschichte
Kuwari, der König von Utêm, war ein Verbündeter der Turukum, denen er Korn und Mehl zu liefern hatte. Wegen der drohenden Invasion der Guti unterwarf er sich dem assyrischen Herrscher Šamši-Adad I. Utûm wird auch in den Mari-Archiven in Zusammenhang mit den Turukum erwähnt. ARM 1, 5 (24 ff.) berichtet über die Eroberung des Landes durch den assyrischen Herrscher Išme-Dagan.

## Herrscher
- Kuwari zur Zeit von Šamši-Adad I.

## Städte
- Burullum
- Šušarra (Tell Schemschara)